# Eisenhütten- und Hammerwerk Peitz

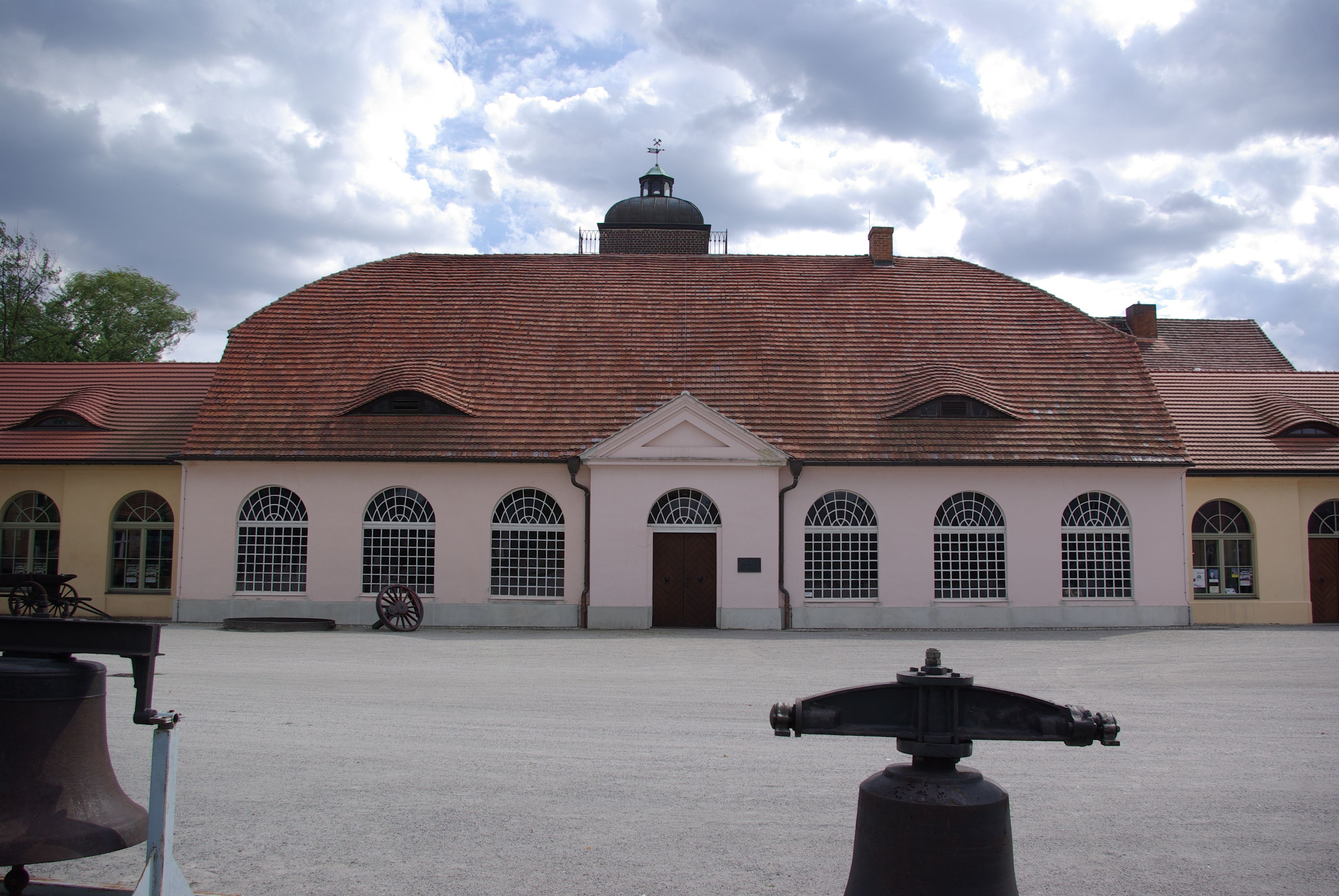
Hauptgebäude des Eisenhütten- und Hammerwerks in Peitz (2009)

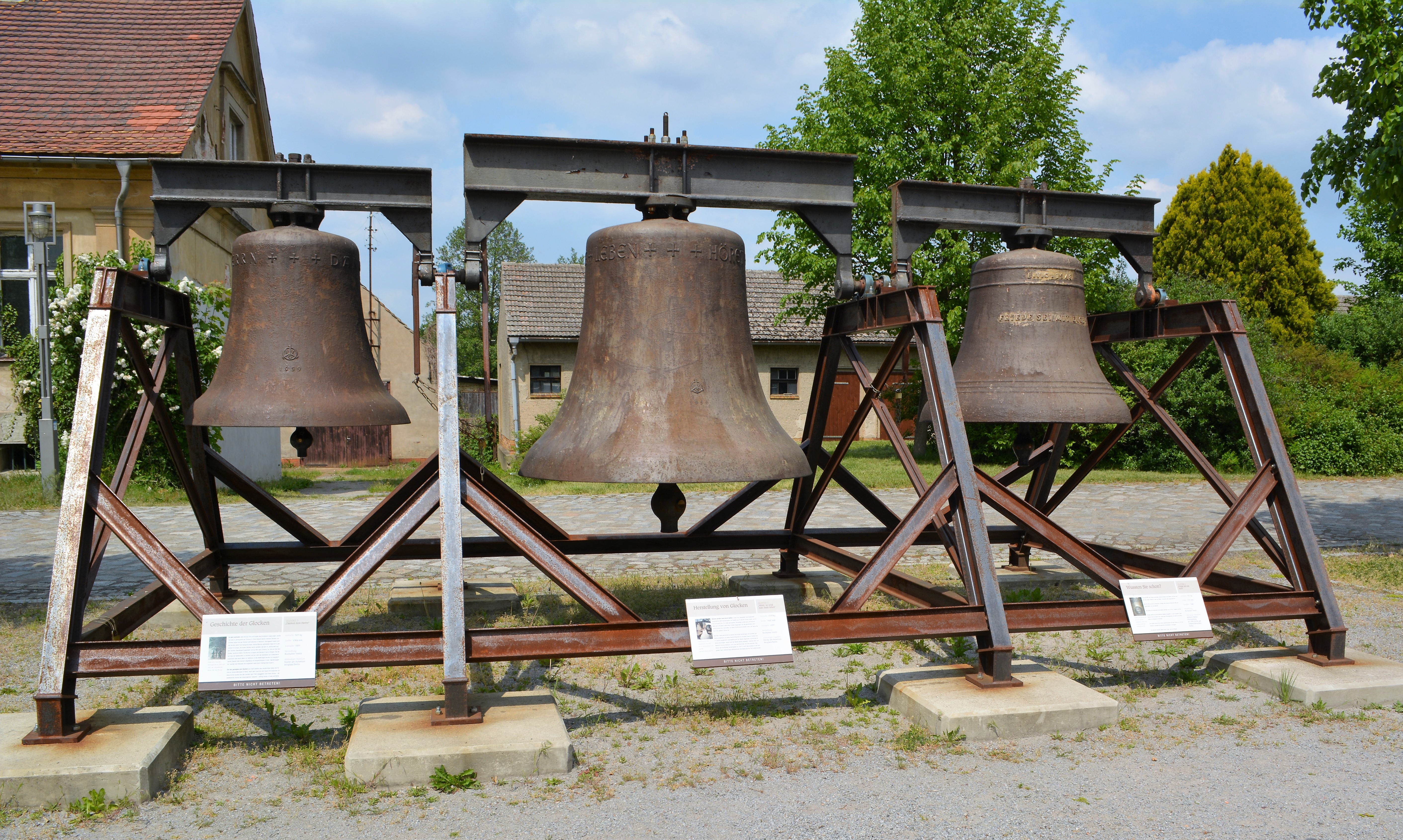
Auf dem Gelände ausgestellte Glocken aus der Herstellung des Werks (2016)

Das Eisenhütten- und Hammerwerk Peitz war ein Eisen- und Hammerwerk in der Stadt Peitz im Landkreis Spree-Neiße in Brandenburg. Das Werk war von spätestens 1567 bis 1898 in Betrieb; danach wurde der Komplex  unter anderem von verschiedenen Fischereibetrieben genutzt. Der Gebäudekomplex ist als Baudenkmal in der Denkmalliste des Landes Brandenburg erfasst. Seit 1973 befindet sich in dem Gebäude ein Hütten- und Fischereimuseum.

## Geschichte
Das Werk wurde im Jahr 1554 durch den Markgrafen Johann V. von Brandenburg-Küstrin zur Verhüttung von Raseneisenerz begründet. Zum Betrieb des Werkes wurden um 1559 die Peitzer Teiche und der Hammergraben angelegt. Der Hammergraben diente dem Antrieb der Wasserräder, der Betrieb des Werkes wird im Jahr 1567 erstmals gesichert urkundlich erwähnt. Im Hammerwerk wurden Kanonenkugeln für die Preußische Armee und Schmiedeeisen produziert. Allerdings war das dort hergestellte Eisen von minderer Qualität, denn es war bei Frost nicht bruchfest. Bis ins 19. Jahrhundert erfolgte die Befeuerung ausschließlich mit Holzkohle. Im 17. und 18. Jahrhundert war der Betrieb des Hammerwerks durch kriegsbedingte Schäden zeitweise nur eingeschränkt möglich.
Mit dem vollständigen Wiederaufbau der Eisenhütte wurde im Jahr 1809 unter königlich-sächsischer Verwaltung begonnen, in dieser Zeit entstand der bis heute erhaltene Gebäudekomplex. Seit dem Wiener Kongress stand das Werk wieder unter preußischer Verwaltung. Bis 1839 entstanden unter Leitung des Hüttendirektors Carl Gottlob Voigtmann eine größere Werksanlage, Beamten- und Arbeiterwohnhäuser, der Stabstahlhammer und ein Emaillierwerk. Im Jahr 1858 wurde der Betrieb des Hochofens eingestellt. In der folgenden Zeit wurde das Hüttenwerk von verschiedenen Pächtern betrieben, die unter anderem Grabplatten herstellten. Im Jahr 1898 wurde die Produktion von Stahlprodukten endgültig beendet. Danach nutzten Fischereibetriebe die ehemaligen Werkshallen.
Nach 1945 wurden mehrfach Reparatur- und Instandsetzungsarbeiten an den Gebäuden vorgenommen. In der Hochofenhalle ist seit 1973 das Hütten- und Fischereimuseum Peitz untergebracht.

## Baubeschreibung

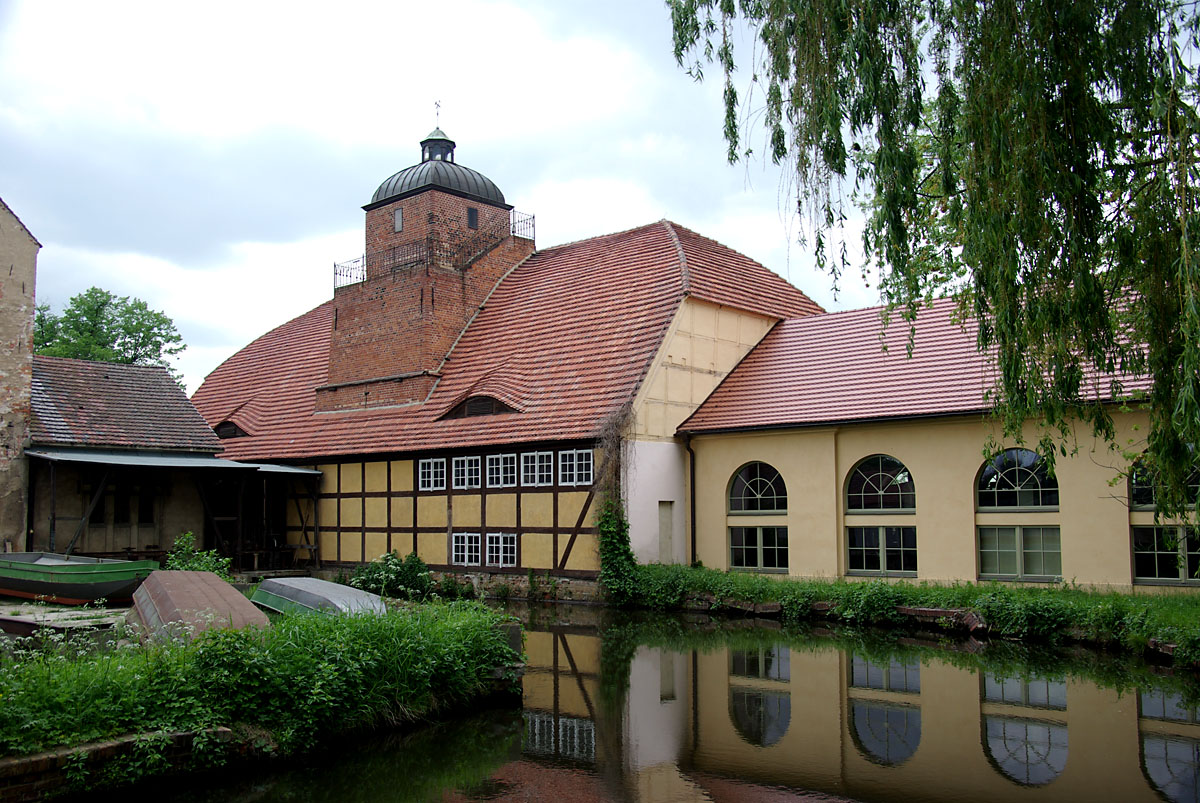
Rückseite des Hauptgebäudes am Hammergraben (2010)

Die Hochofenhalle wurde zwischen 1809 und 1810 nach einem Entwurf des damaligen Hütteninspektors Carl Gottlob Voigtmann gebaut und ist ein eingeschossiger, teilweise verputzter Fachwerkbau mit Krüppelwalmdach. Er steht unmittelbar nördlich des Hammergrabens, die Südseite ist fachwerksichtig mit kleinen rechteckigen Sprossenfenstern in den Gefachen. Auf der Hofseite befindet sich ein leicht hervorgehobener Mittelrisalit mit Dreiecksgiebel, seitlich davon jeweils drei breite Rundbogenfenster. Das Dach ist mit Fledermausgauben versehen. Zentral ist ein massiver Dachturm mit Umgang angeordnet, dieser hat eine Haube mit kleiner Laterne und einem Spitzhelm. Der offene Dachstuhl ist eine Konstruktion aus Bohlenbindern. Im Inneren ist die historische und restaurierte Technik mit einem mit Halbsäulen dekorierten Holzkohlehochofen, zwei Kupolöfen, einer Zylindergebläsemaschine und einem Balkenkran erhalten.
Westlich grenzt eine ehemalige Werkstatt an die Hochofenhalle an, diese wurde 1815 als eingeschossiger Putzbau errichtet und hat eine symmetrische Fassadengliederung mit zwei Eingängen und dazwischen liegenden Fenstern. Das Krüppelwalmdach ist mit zwei Fledermausgauben versehen. Die Werkstatt wird seit 2001 für die Dauerausstellung „Peitz – Aufstieg und Niedergang eines Industriestandortes“ genutzt. Östlich der Halle befindet sich ein ehemals als Formhaus genutzte Gebäude, das im Jahr 1817 errichtet wurde und architektonisch der auf der Westseite liegenden Werkstatt entspricht. Das Formhaus wurde 2006 saniert.
Im nordöstlichen Bereich des Hüttenwerks steht ein ehemaliges Beamtenwohnhaus (Hüttenwerk 1a) als eingeschossiger Putzbau zu neun Achsen mit Satteldach. Die fünf mittleren Gebäudeachsen wurden aufgestockt und mit einem flachen Pultdach abgeschlossen. Die Fassade ist mit Putzquaderung gegliedert, vor dem Haupteingang befindet sich eine Freitreppe. Zum Wohnhaus gehören des Weiteren ein kleiner Vorgarten und ein hinter dem Gebäude liegender Nutzgarten. Westlich des Beamtenwohnhauses befinden sich Hüttenamt (Hüttenwerk 2) sowie die dazugehörigen Wirtschaftsgebäude (Hüttenwerk 5, 5a und 5b). Das Hüttenamt wurde ursprünglich 1839 errichtet und im Jahr 1877 verlängert. Die Inschrift „Hüttenamt“ über dem Eingang ist erhalten, in dem Gebäude befinden sich eine Wohnung, die Räumlichkeiten der ehemaligen Verwaltung und eine Schankstube. Die Gebäudeecken sind mit Lisenen betont. Heute wird das Gebäude als Touristenunterkunft vermietet.
Das um 1820 errichtete Lagerhaus ist ein eingeschossiger Putzbau mit Satteldach und drei Fledermausgauben mit einer Werksuhr in der mittleren Gaube. Südlich des Hammergrabens befindet sich das im Jahr 1822 gebaute Emaillierwerk, nach der Schließung im Jahr 1858 wurde das Gebäude verlängert und um zwei Geschosse aufgestockt. Es hat seitdem drei Geschosse und 15 zu vier Achsen mit wechselnd flachbogigen und hochrechteckigen Fenstern. 1924 wurde das Haus erneut aufgestockt und bis etwa 1960 als Sauerstofffabrik genutzt. Auf der Südseite befindet sich ein übergiebelter Eingangsbereich hinter einer vierstufigen Treppe. Im Zuge des Umbaus zur Sauerstofffabrik im Jahr 1924 wurde auch ein Turbinenhaus mit zugehöriger Wehranlage gebaut. Dieses wurde von den Cottbuser Architekten Rudolf Stiefler und Ernst Könecke entworfen; es hat ein Satteldach und drei Rechteckfenster und einen breiten Rechen auf der Seite des Stauteichs.
1848 wurden auf dem Gelände des Eisenhammer- und Hüttenwerkes ein Torfgasofen gebaut. Zu diesem Ofen gehört ein Lagerschuppen, der mit blauen Schlackensteinen verblendet ist. Ebenfalls südlich des Hammergrabens befinden sich ein weiteres Wohnhaus mit Wirtschaftsgebäuden (Hüttenwerk 11, 11a und 11b). Das Wohnhaus wurde 1816 als Schulgebäude und Lehrerwohnhaus errichtet und diente zudem als Wohnhaus für die Familien des Werktischlers, des Hüttenschmieds und dreier Arbeiter. Das Haus ist ein breiter eingeschossiger Putzbau mit Krüppelwalmdach, die Raumstruktur wurde in den 1930er Jahren verändert. Das südlichste Gebäude des Komplexes ist der 1821 gebaute Stabstahlhammer am Ufer des Hüttenteichs. Dieser war ursprünglich ein eingeschossiger Putzbau, wurde später auf drei Geschosse erweitert und hat zehn zu drei Achsen. Auf dem Krüppelwalmdach befindet sich auf beiden Seiten jeweils ein breiter Dachhecht. Der südliche Giebel ist als Sichtfachwerk ausgeführt.